# 衣山駅
衣山駅（きぬやまえき）は、愛媛県松山市衣山2丁目にある伊予鉄道高浜線の駅である。駅番号はIY07。
当駅は三津駅・古町駅と共に高浜線の交通結節点に指定されている主要駅である。

## 歴史
かつての高浜線再複線化の過程において、単線・複線の境界駅だった時期がある。

### 年表
- 1927年（昭和2年）11月1日：開業[2]。
- 1931年（昭和6年）7月8日：高浜線が複線化[2]。
- 1945年（昭和20年）2月21日：高浜線が戦時の金属不足のため単線化[2]。
- 1957年（昭和32年）12月26日：当駅 - 古町駅間が再複線化[2]。
- 1964年（昭和39年）7月16日：三津駅 - 当駅間が再複線化[2]。
- 1995年（平成7年）8月21日：高架化工事に伴い、踏切の西、100メートル高浜方に移転した。これまでは踏切の東側にあった[2]。
- 1998年（平成10年）10月：当駅 - 古町駅間の高架化が完了[3]。

## 駅構造
島式ホーム1面2線を持つ有人駅。ホーム延長上に改札があるため、改札を出ると必ず踏切を渡る必要がある。ホームは18メートル級車両3連対応の有効長を持つ。
ホームには電車・バスのロケーション案内システム用モニターと電車の接近を知らせるための発車標が設置されている。改札口には、ICい～カードに対応簡易改札機が設置され、改札の手前左側に自動券売機が設置されている。
古町駅と当駅の間は高架区間で、構内踏切を除くと踏切が一切無く、単線並列として扱われることもある。

### のりば
| 番線 | 路線    | 行先                           |
| ---- | ------- | ------------------------------ |
| 1    | ■高浜線 | 三津・高浜・（松山観光港）方面 |
| 2    | ■高浜線 | 松山市方面                     |

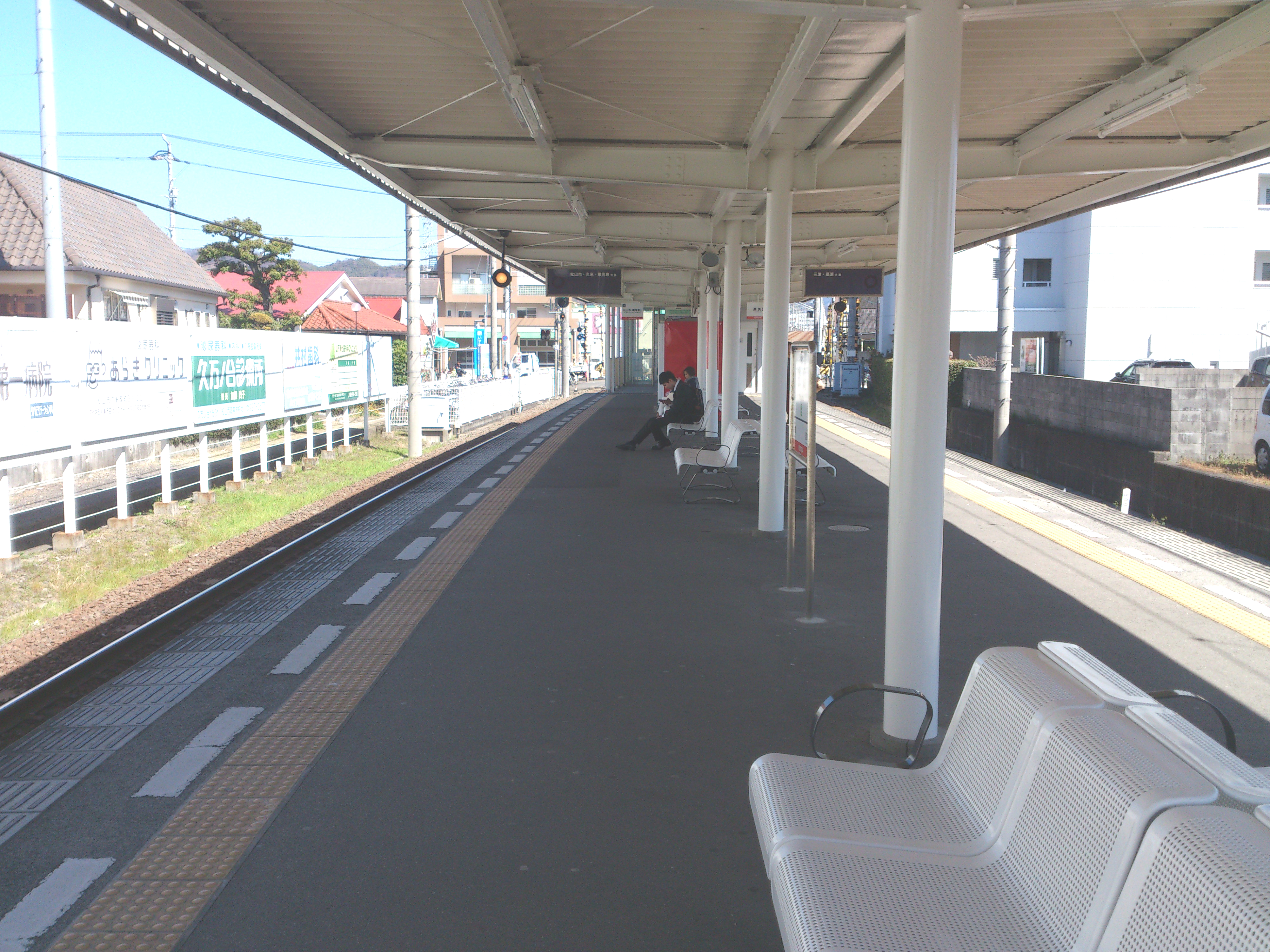
ホーム
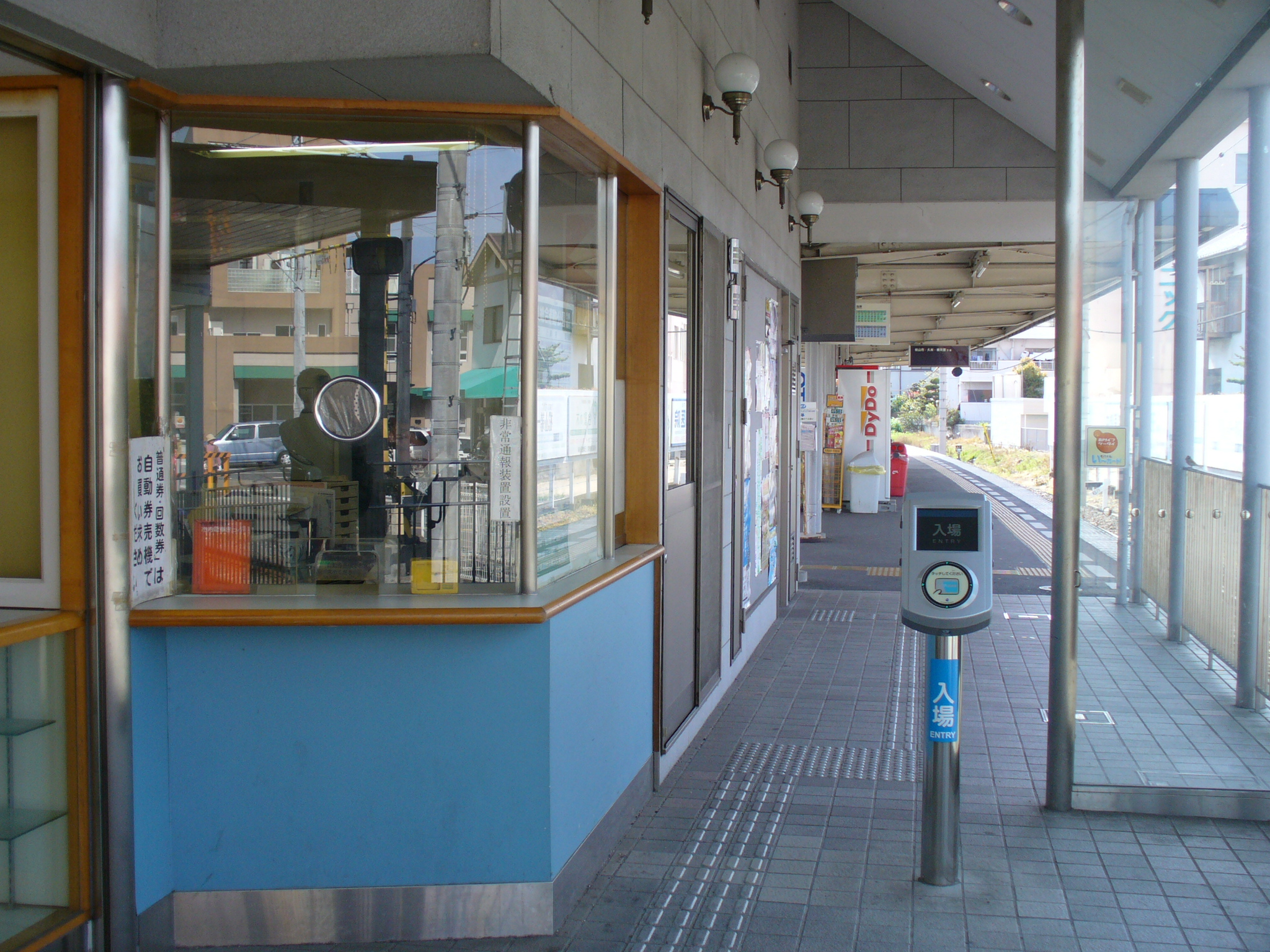
改札口

## 利用状況
2015年（平成27年）の発着人員はおよそ2114人/日であり、1998年（平成10年）のおよそ1600人/日と比べて大幅に増加している（バスの利用客含まず）。
なお、近年は駅周辺の開発が進んで利用客が増加している。

## 駅周辺
フジ・リテイリングのショッピングセンターである「パルティ・フジ衣山」を中心に映画館やゲームセンターなどの遊技場の進出が進み、飲食店が林立するため昼時は賑わう。近年はコンビニエンスストア等を含め様々な分野の店舗の出店が相次いでいる。駅前に伊予鉄バスの「衣山駅前」停留所がある。
- 松山聖陵高等学校
- 松山衣山町郵便局
- 明屋書店本社
- 衣山金毘羅神社
- 三島神社

## 隣の駅
伊予鉄道
■高浜線
西衣山駅 (IY06) - 衣山駅 (IY07) - 古町駅 (IY08)